# Хаубен, Франсин
Франсин Мари Жанне Хаубен (нидерл. Francine Marie Jeanne Houben; 2 июля 1955, Ситтард, провинция Лимбург — нидерландский архитектор. Окончила с отличием Делфтский технический университет. Она является одним из основателей и креативным директором нидерландского архитектурного бюро Mecanoo, которым руководит лично после того как её первоначальные партнёры покинули компанию. Занимается созданием широко спектра архитектурных сооружений, известна проектированием целого ряда общественных библиотек. В прессе её зачастую называют второй по значимости женщиной Нидерландов после королевы.

## Биография
С детства интересовалась архитектурой и в полной мере осознала своё призвание после того как увидела архитектурные модели в Делфтском техническом университете, который в 1984 году окончила с отличием. В 1984 году вместе с сокурсниками Эриком ван Эгератом, Хенком Дёллем, Рулфом Стинхьюсом и Крисом де Вейером основала архитектурное бюро Mecanoo, расположенное в Делфте. В настоящее время руководит Mecanoo лично после того как её первоначальные партнёры покинули компанию. Архитектурное творчество Хаубен является чрезвычайно широким и разнообразным. Оно включает в себя самые различные проекты, такие как университеты, библиотеки, театры, жилые районы, музеи и гостиницы. Хаубен успешно сочетает различные отрасли архитектуры, градостроительства и ландшафтной архитектуры. В своей работе она опирается «на точный анализ в сочетании с интуицией, которая выстроена в течение трёх десятилетий на пересечении социальных, технических, ироничных и человеческих аспектов пространственных решений, для создания уникального решения в отношении каждого архитектурного вызова».  

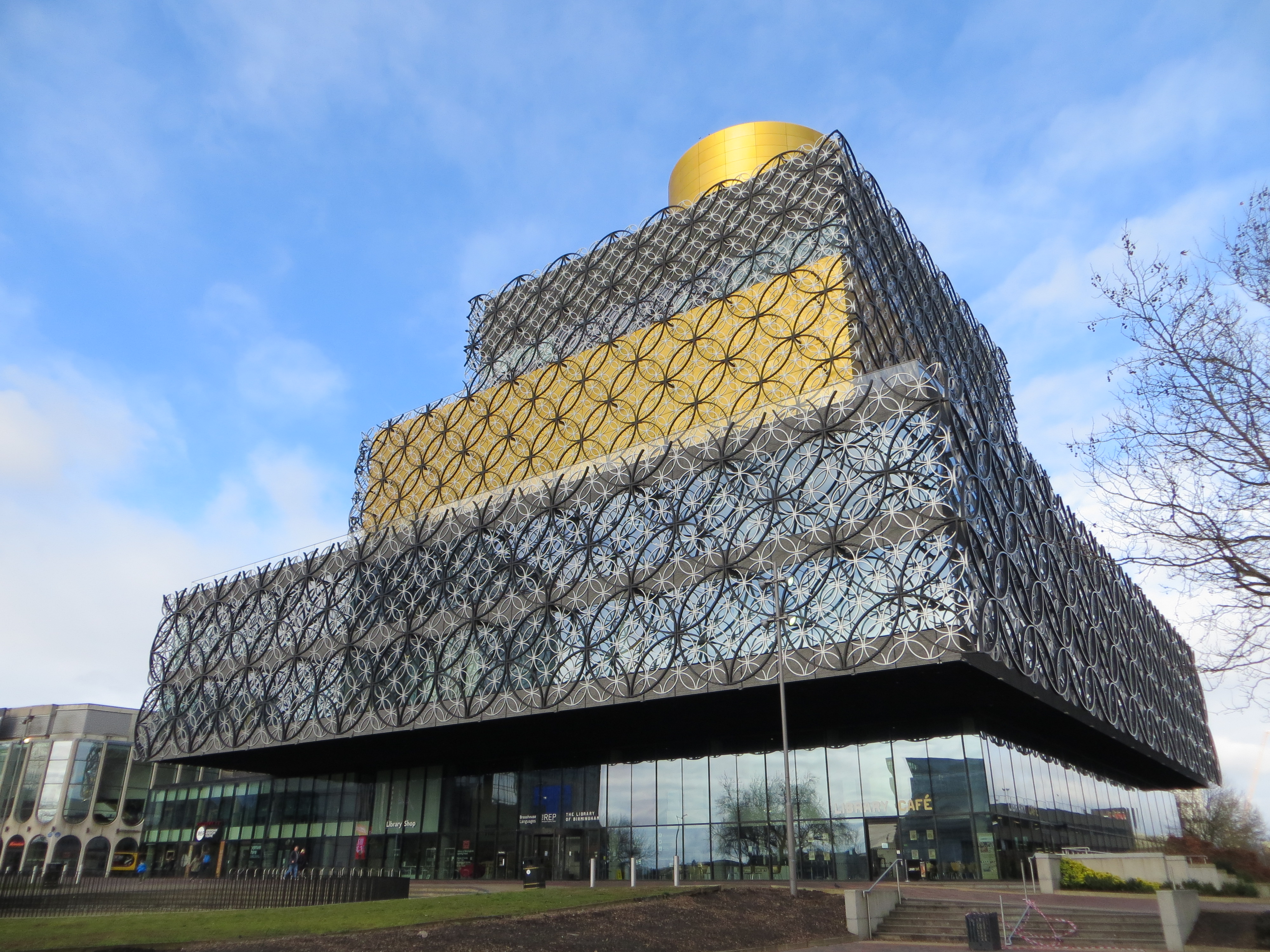
Бирмингемская библиотека, февраль 2017

В архитектурной деятельности возглавляемой Хабен компании значительное место занимают проекты связанные со строительством и реконструкцией библиотек. Первым крупным таким объектом стала библиотека Делфтского технического университета в 1997 году. В 2013 году была закончена реконструкция Бирмингемской библиотеки, ставшей крупнейшей публичной библиотекой в Великобритании и одной из самых больших региональных библиотек Европы. Этот проект получил международное признание и был номинирован на Премию Стерлинга Королевского института британских архитекторов в 2014 году, а специализированный Architects' Journal признал Хаубен архитектором года. По этому поводу она отметила, что для неё и её сотрудников было большой честью заниматься проектированием библиотеки Бирмингема: «Архитектура — это командная работа, это поддерживать и мечтать одновременно. Женщины особенно хорошо в этом разбираются».   
Франсин Хаубен получила профессорские должности в Нидерландах и за рубежом, выступает с публичными лекциями, преподает в известных европейских университетах, а в 2007 году стала приглашённым профессором в Гарвардском университете. Имеет почётные степени Бергенского университета и Утрехтского университета. В 2001 году опубликовала свой архитектурный манифест «Композиция, Контрастность, Сложность». В качестве куратора первой Международной архитектурной Биеннале в Роттердаме в 2003 году, выдвинула на передний план тему эстетики архитектурной мобильности. В 2010 году Хаубен была удостоена пожизненного членства в Берлинской академии искусств. В ноябре 2015 года королева Нидерландов Максима наградила Хаубен премией Культурного Фонда Принца Бернхарда за её творчество. В прессе архитектора зачастую называют второй по значимости и известности женщиной Нидерландов после королевы.  

## Личная жизнь
Первый брак заключённый с сокурсником оказался неудачным — муж бросил её с тремя детьми, после чего она на два года впала в депрессию. Со своим вторым мужем Хансом Андерсеном, познакомилась на работе, куда он был приглашён в качестве консультанта для научной оптимизации офиса. Муж также работает в компании, возглавляет несколько комитетов. Хаубен проживает вместе с детьми и мужем в спроектированной лично семейной вилле под Роттердамом.   

## Избранные проекты
- Библиотека Делфтского технического университета (1997)
- Часовня Святой Марии Ангелов (Роттердам, 2001)
- Жилой небоскреб «Монтевидео» (Роттердам, 2006)
- Высотное здание «FiftyTwoDegrees» (Неймеген, 2007)
- Парк Нельсона Манделы в Бийльмэрмеери (Амстердам-Зюйдост, 2010)
- Театр «La Llotja» и Конгресс-центр (Льейда, 2010)
- Kaap Skil, Maritime and Beachcombers Museum (Аудесхилд, Тексель, 2012)
- Бирмингемская библиотека (Бирмингем, 2013)
- Консультационный Центр «Westelijke Mijnstreek» для Rabobank (Ситтард, 2014)
- Железнодорожный вокзал и городские офисы (Делфт, 2015)
- Центр современного искусства «HOME» (Манчестер, 2015)
- Муниципальное здание «Bruce C. Bolling» (Бостон, Массачусетс 2015)
- Ревитализация Мемориальной библиотеки Мартина Лютера Кинга (Вашингтон)
- Национальный центр искусств (Гаосюн)
- Три культурных центра и книжный магазин (Шэньчжэнь)

## Избранные награды и почётные звания
2001 — Почётное членство, Королевский институт британских архитекторов
2007 — Почётное членство, Королевский архитектурный институт Канады
2007 — Почётное членство, Американский институт архитекторов
2008 — Деловая женщина года, Компания Вдова Клико
2014 — Архитектор года, Architects'Journal
2015 — Премия Культурного фонда принца Бернхарда
2016 — Почётный доктор Утрехтского университета

## Членство в организациях
- 2015 — по настоящее время — член Правления Общества искусств в Нидерландской королевской академии наук и искусств
- 2015 — по настоящее время — член Института Ван Алена в Нью-Йорке
- 2010 — по настоящее время — член Берлинской академии художеств
- 2008 — по настоящее время — член Правления Фонда Карнеги
- 2005 — по настоящее время — член Наблюдательного совета Музея Крёллер-Мюллер расположенного в национальном парке Де-Хоге-Велюве